# Gorączka spekulacyjna
Gorączka spekulacyjna – zjawisko ekonomiczne, określające czas, gdy kupujący akcje kierują się perspektywą osiągnięcia dużego zysku na szybkiej ich sprzedaży. Mniejszą rolę pełni wówczas wielkość przyznawanych dywidend.